# 倒卵鳞薹草
倒卵鳞薹草（学名：Carex obovatosquamata）为莎草科薹草属的植物。分布于中国大陆的云南西北部、西藏东部等地，生长于海拔3,000米至4,250米的地区，多生长在高山灌丛、高山草甸或冷杉林边草地，目前尚未由人工引种栽培。